# Friday on Elm Street
Friday on Elm Street è un album in studio collaborativo dei rapper statunitensi Fabolous e Jadakiss, pubblicato nel novembre del 2017.

## Tracce
1. F vs. J Intro – 4:04
2. Stand Up (featuring Future) – 3:21
3. Theme Music (featuring Swizz Beatz) – 3:13
4. Ground Up – 3:12
5. Soul Food – 4:32
6. Principles – 3:06
7. Talk About It (featuring Teyana Taylor) – 4:36
8. All About It (featuring French Montana) – 3:21
9. I Pray (featuring Swizz Beatz) – 3:36
10. Ice Pick (performed by Jadakiss featuring Styles P) – 2:52
11. Nightmares Ain't As Bad (performed by Fabolous) – 3:12
12. Stand Up (Remix) (featuring Future, Yo Gotti & Jeezy) – 5:33